# Eman Al-Nafjan

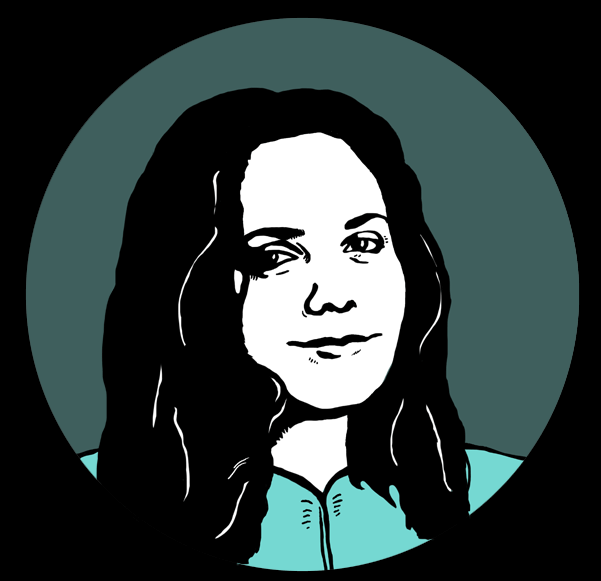
Eman Al-Nafjan

Eman Al-Nafjan is een Saoedische blogger en vrouwenrechtenactivist. In mei 2018 werd zij, tezamen met vijf andere mensenrechtenactivisten, gevangengezet door de Saoedische autoriteiten.

## Opleiding
Al-Nafjan is geboren in Saoedie-Arabië, als dochter van een militair. Ze behaalde een bachelordiploma Engels en een masterdiploma Teaching English as a foreign language. Zij doet promotieonderzoek in de linguïstiek.

## Bloggen en actievoeren
Sinds februari 2008 blogt Al-Nafjan als 'Saudiwoman'. Op haar blog beschrijft zij het leven in Saoedi-Arabië vanuit vrouwelijk, cultureel perspectief. Naar eigen zeggen vond Al-Nafjan het onlogisch dat er zoveel niet-Saoedische en niet-Arabische "experts" zijn die over Saoedi-Arabië schrijven. Daarom vond zij het tijd om een eigen blog te starten.
Halverwege mei 2018 is Al-Nafjan, samen met Loujain al-Hathloul, Aziza al-Yousef, Aisha al-Mana, Madeha al-Ajroush en twee mannelijke vrouwenrechtenactivisten gevangengezet door de Saoedische autoriteiten. Zij protesteerden tegen het verbod voor vrouwen om auto te besturen.
In maart 2019 is Al-Nafjan gedetineerd in de gevangenis in de stad Dhahraan. Volgens Amnesty International worden de vrouwenrechtenactivisten, waaronder Al-Nafjan, gemarteld en misbruikt.